# Walckenaeria digitata
Walckenaeria digitata este o specie de păianjeni din genul Walckenaeria, familia Linyphiidae. A fost descrisă pentru prima dată de Emerton, 1913. Conform Catalogue of Life specia Walckenaeria digitata nu are subspecii cunoscute.